# Deserto nettuniano

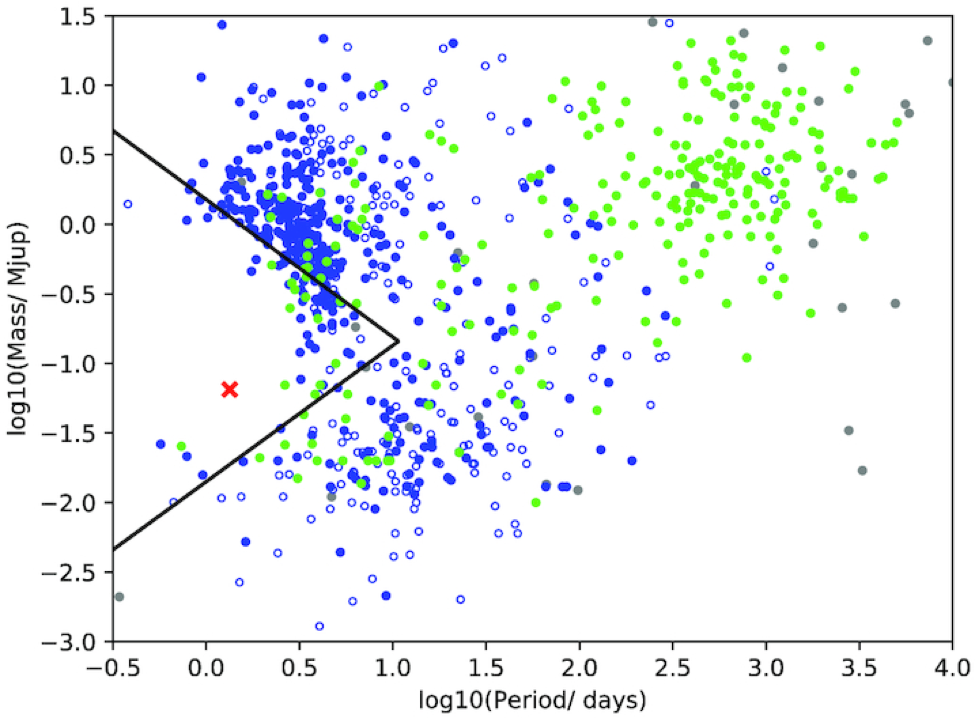
Nel diagramma è mostrata la distribuzione degli esopianeti scoperti al 2019 di cui è nota la massa. In ordinata si riporta la massa del pianeta, mentre in ascissa il suo periodo orbitale. Le linee di colore nero delineano il "deserto nettuniano".

In astronomia, con deserto nettuniano ci si riferisce ad una regione pressoché vuota presente nel diagramma che riporta la distribuzione dei pianeti extrasolari per massa e periodo orbitale. Un pianeta che andasse ad occupare tale regione del diagramma, si troverebbe ad orbitare attorno alla propria stella in meno di 2÷4 giorni ed avrebbe una massa pari a circa un decimo di quella di Giove, ovvero prossima a quella di Nettuno.

## Storia
Nel 2011, gli astronomi ungheresi Gyula Szabó e László Kiss analizzando la distribuzione di massa e periodo orbitale di 106 pianeti transienti rilevarono che, nonostante fossero stati scoperti diversi pianeti con massa confrontabile con quella di Giove oppure con quella della Terra che completassero un'orbita attorno alla propria stella in meno di due giorni e mezzo, non era stato individuato alcun pianeta con una massa compresa tra 0,02 e 0,8 masse gioviane che possedesse una tale caratteristica. Indicarono tale regione come il "deserto sub-gioviano".
L'osservazione ricevette subito le prime conferme, ma fu soprattutto grazie ai dati raccolti dalla missione Kepler della NASA relativamente ai pianeti rocciosi in orbita stretta attorno alla propria stella, resi disponibili nel 2016, che il trend risultò in tutta la sua evidenza. Fu nell'analisi di questi dati che Tsevi Mazeh e colleghi dell'Università di Tel Aviv hanno coniato il termine "deserto nettuniano".
Nel 2018, un'ulteriore conferma è stata ottenuta rianalizzando i dati della missione Kepler alla luce dei dati sulle dimensioni delle stelle forniti dalla missione Gaia dell'ESA.

## Caratteristiche
Non è chiaro quali siano i fenomeni fisici che abbiano originato il dato osservativo. Gli studiosi escludono che possa essere dovuto ad un bias osservativo, in quanto sono stati scoperti numerosi pianeti nettuniani a maggiore distanza dalla stella e, anzi, la loro rilevazione su orbite strette dovrebbe essere facilitata.
È stato proposto che un pianeta gassoso delle dimensioni di Nettuno che, nel processo di formazione del sistema planetario, migrasse nella regione corrispondente al deserto nettuniano, verrebbe rapidamente depauperato della propria atmosfera, andando a portarsi nel gruppo delle super-Terre nel diagramma. Oppure, in alternativa, che il processo di formazione di un pianeta gassoso ad una distanza così ravvicinata alla stella, non possa che concludersi che con la formazione di un pianeta gioviano caldo.
È estremamente esiguo il numero di pianeti scoperti nel deserto nettuniano - indicati come "pianeti proibiti" nella divulgazione scientifica. Tra questi, NGTS-4 b, con una massa di 20,6±3,0 M⊕, che completa un'orbita in un giorno e otto ore attorno alla stella NGTS-4, HD 149026 b, LTT 9779 b, TOI-849 b, e TOI-1853 b.